# 5/8erl in Ehr’n
5/8erl in Ehr’n ist eine aus Wien stammende Band. Ihren Stil umschreibt die im Sommer 2006 gegründete Gruppe gerne als „Wiener Soul“. Die Texte werden von den beiden Sängern auf Wienerisch vorgetragen. Die Kompositionen nehmen Anleihen beim Wienerlied, beim Jazz und bei Grooves aus Soul und Blues. Die spezielle Klangfarbe der Band ergibt sich dabei auch aus der Instrumentierung mit Kontrabass, akustischer Gitarre und Wurlitzer bzw. Akkordeon.

## Geschichte
Das Debütalbum Es muss was wunderbares sein erschien 2008. Nachdem die Band im Herbst 2009 mit David Müller von den Strottern als Produzent und Aufnahmetechniker im Studio zusammengearbeitet und Bassist und Sänger Hanibal Scheutz 2010 das Independent-Label Viennese Soulfood Records gegründet hatte, präsentierte sie am 10. März 2010 mit einem Konzert im brut im Künstlerhaus ihr zweites Album Bitteschön! (Gastmusiker u. a. Netnakisum). Als Video-Auskopplungen wählte man die Stücke „Gspiast Di“ und „Siasse Tschik“.
2012 veröffentlichte die Band, abermals bei Viennese Soulfood Records, ihr drittes Studioalbum Gut genug für die City. Das Album stieg am 23. März 2012 auf Platz 16 in die Ö3 Austria Top 40 ein. 2012 und 2013 gewannen 5/8erl in Ehr’n jeweils den Amadeus Austrian Music Award in der Kategorie Jazz/World/Blues. Seit ihrer Gründung gab die Band zahlreiche Konzerte in ganz Österreich, so auch 2012 am Popfest, in Bayern und, auf Einladung des austrian cultural forum cairo, auch am Art Beats Festival 2012 in Ägypten.
Am 27. Jänner 2014 wurde aufgrund der Ereignisse rund um den Wiener Akademikerball ein Song mit dem Titel Akademikerball via Soundcloud veröffentlicht. Erneut für den Amadeus Austrian Music Award nominiert, spielten sie während der Verleihung 2014 in einer eigens für diesen Abend konzipierten Besetzung mit dem Schlagzeuger Lukas Koenig, dem Koehne Quartett und einem zwanzigköpfigen Chor, bestehend unter anderem aus den Musikern bzw. Bands Violetta Parisini, Fijuka, Willi Landl, Die Strottern, Garish, Schmieds Puls und Neuschnee. Danach nahm die Band, wieder mit Produzent David Müller, mit Yes We Does ihr viertes Studioalbum auf. Als Vorabsingle wählte man den Song Der totale Sommerhit, der ebenfalls via Soundcloud veröffentlicht und ab 1. Juli für drei Tage als Gratisdownload angeboten wurde. Yes We Does wurde am 8. Oktober im brut präsentiert und am 10. Oktober 2014 österreichweit veröffentlicht. Am 24. Oktober 2014 stieg das vierte Album auf Platz 4 der Ö3 Austria Top 40 ein. Es war der bis dato höchste Charteinstieg in der Bandgeschichte – es folgte eine Österreich-Tournee durch alle Bundesländer. Als erste Videoauskopplung wählte man den Song Alaba - How do you do? via Youtube, Regie führte Arman T. Riahi. Der Song belegte Platz 59 der FM4-Jahrescharts 2014. Weiterhin arbeitete die Band mit Martin Eberle und dem Jazzorchester Vorarlberg.
5/8erl in Ehr’n gewannen sechs Mal den Amadeus-Award in der Kategorie Jazz/World/Blues.

## Auszeichnungen (Auswahl)
- Amadeus-Verleihung 2012, 2013, 2015, 2018, 2020 und 2021 – Auszeichnung in der Kategorie Jazz / World / Blues

## Diskografie
Alben
- 2008: Es muss was wunderbares sein
- 2011: Bitte schön!
- 2012: Gut genug für die City
- 2014: Live im Theater am Spittelberg
- 2014: Yes We Does
- 2017: Duft der Männer
- 2020: Yeah Yeah Yeah
- 2025: Burn On!